# Nyúltilop

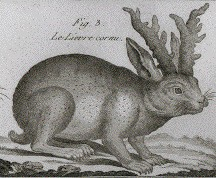
Szarvas nyúl (Leptus cornutus) képe Bonnaterre 1789-es kiadású Tableau Encyclopedique et Methodique-jából

A nyúltilop, (jackalope vagy szarvasnyúl) egy képzeletbeli, főleg az amerikai folklórban „elterjedt” állat, egy mezei nyúl és egy antilop, egy szarvas vagy egy kecske elképzelt kereszteződése. Az angol jackalope kifejezés a jackrabbit és az antelope szavak kereszteződéséből jött létre (jelentésük nyúl, ill. antilop).
A nyúltilop gyakran a humor forrása az angol populáris kultúrában. Magyarországon találkozhatunk vele a Pixar Hoppszahopp c. rövidfilmjében, ahol egyszerűen "nyúlból lett antilopnak" hívják, vagy a Túl a barátságon c. filmben Joe Aguirre irodájában.
A számítógépek világában az egyik Ubuntu linux-disztribúció kódneve "Jaunty Jackalope", vagyis "Nyegle Nyúltilop" (a magyar ubuntu oldal, az ubuntu.hu fordításában "Hetyke Szarvasnyúlként" szerepel).